# Polygonia oreas
Polygonia oreas là một loài bướm ngày thuộc họ Nymphalidae. Nó được tìm thấy ở Bắc Mỹ ở vùng núi từ nam British Columbia và tây nam Alberta tới miền bắc California.
Sải cánh dài 42–52 mm. Chúng bay từ tháng 6 đến tháng 10 tùy theo địa điểm.
Ấu trùng ăn các loài Ribes

## Similar species
- Green Comma (P. faunus)
- Grey Comma (P. progne)